# Sibilla von Bondorf
Sibilla von Bondorf (1450-Estrasburgo o Friburgo de Brisgovia, 1524) fue una monja alemana del siglo XV de la orden franciscana, es decir clarisa. Trabajó en Friburgo de Brisgovia y Estrasburgo, iluminó y copió el manuscrito de Buenaventura, sobre las buenas acciones y la vida de San Francisco en 1478. De esta manera, creó 180 hojas llenas de miniaturas iluminadas. Sus iluminaciones pueden ser evidenciadas en múltiples trabajos pegados de otros artistas, además de imitaciones de sus excelentes y distintivas obras. En el monasterio Sibylla colaboró en estos manuscritos con Elsbeth Töpplin. Sibylla von Bondorf junto a las demás monjas, realizaban grabados y decoraciones cortando de sus propios textos algunas letras para ponerlas en los manuscritos, incluso cortar letras de manuscritos para pegarlas en otros. El uso de estos manuscritos, en especial iluminados, era el apoyo de las monjas para educar, especialmente manuscritos litúrgicos.
Sibilla fue documentada en los monasterios de Upper German (Altogermánico superior), los trabajos típicos de estas mujeres eran conocidos como "pinturas de monjas", coloridos y caracterizados por las expresiones emocionales, no eran artísticamente exigentes.  

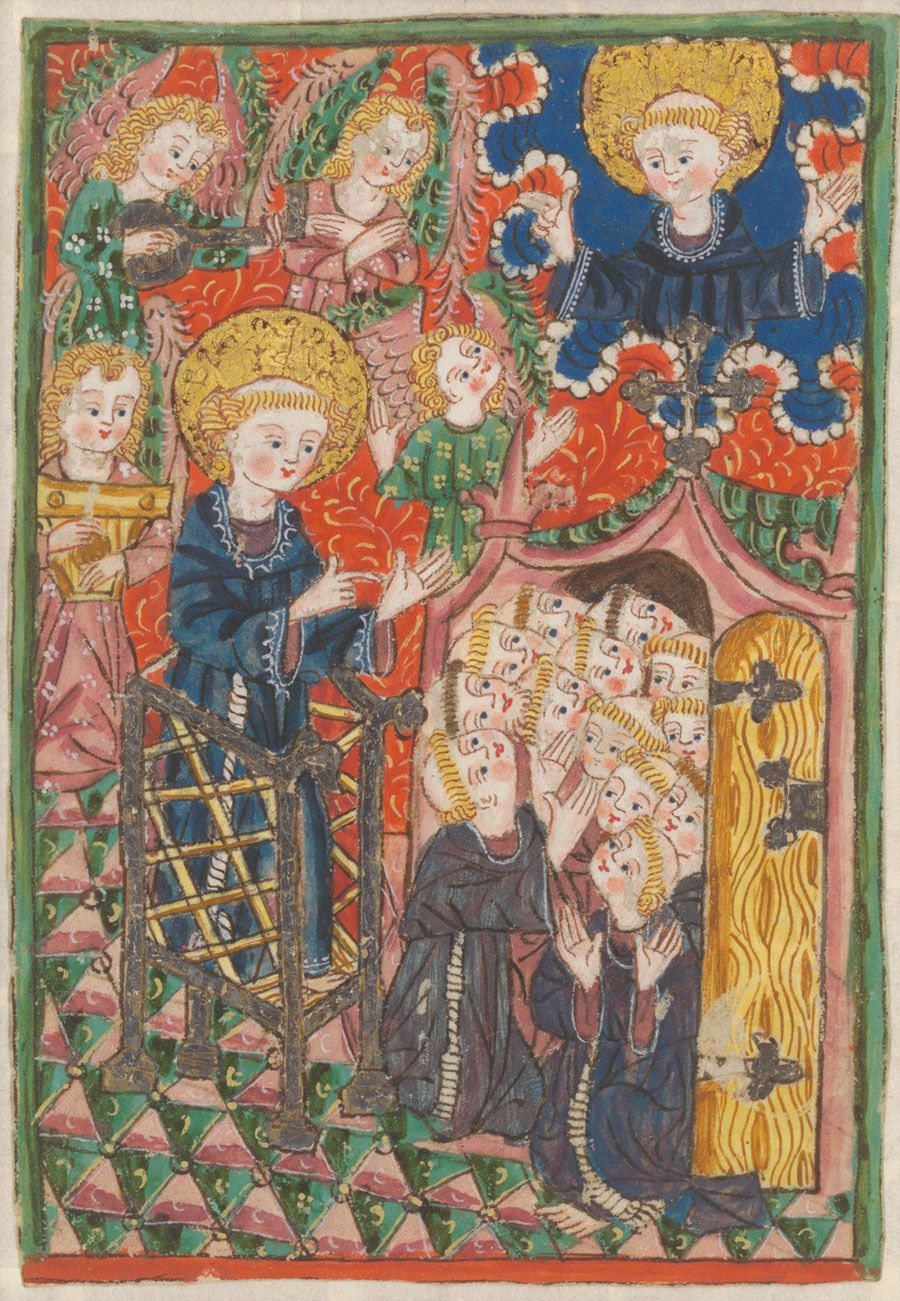
Sibylla von Bondorf, del manuscrito iluminado de La Historia de San Francisco

Varios críticos comentan que hace falta documentación de Friburgo de Brisgovia, que gracias a las pinturas de las hermanas Sibilla von Bondorf y Elizabeth Vögtin y los escritos y libros de ellas, es que se conoce de cerca el estudio de este lugar. Aparte de la liturgia, estos manuscritos de Sibilla ayudaban a la secuencia única que se conoce de Freiburg y su dedicación a la academia, una monja que aparte de religión era conocida por sus habilidades artísticas, sin embargo, los datos músicos y poéticos que estos manuscritos presentan carecen de estudio minucioso.

## Libros
- La Vida y Milagros de San Francisco de Asís, por San Buenaventura, traducido al alemán por Sibilla von Bondorff. British Library, manuscript.